# Тождество Эйлера (комплексный анализ)

Экспоненциальная функция e^{z} может быть определена как предел последовательности (1 + z/N)^{N}, при N стремящемся к бесконечности, и поэтому e^{iπ} есть предел (1 + iπ/N)^{N}. На каждом кадре этой анимации изображены числа (1 + iπ/N)^{k}, где k пробегает от 0 до N, а N принимает различные возрастающие значения от 1 до 100.

Тождество Эйлера — частный случай формулы Эйлера при {\displaystyle x=\pi }, известное тождество, связывающее три фундаментальные математические константы:
{\displaystyle e^{i\pi }=-1,}
где
{\displaystyle e} — число е, или основание натурального логарифма,
{\displaystyle i} — мнимая единица,
{\displaystyle \pi } — пи, отношение длины окружности к её диаметру.
Тождество Эйлера названо в честь швейцарского, немецкого и российского математика Леонарда Эйлера. Тождество считается образцом математической красоты, поскольку показывает глубокую связь между самыми фундаментальными числами в математике.

## Вывод

Тождество Эйлера — это особый случай формулы Эйлера из комплексного анализа:
{\displaystyle e^{ix}=\cos x+i\sin x}
для любого вещественного {\displaystyle x}. (Заметим, что аргументы тригонометрических функций {\displaystyle \sin } и {\displaystyle \cos } взяты в радианах). В частности
{\displaystyle e^{i\pi }=\cos \pi +i\sin \pi .}
А из того, что
{\displaystyle \cos \pi =-1}
и
{\displaystyle \sin \pi =0,}
следует
{\displaystyle e^{i\pi }=-1}
что даёт тождество:
{\displaystyle e^{i\pi }+1=0.}

## Обобщения
Тождество Эйлера также является частным случаем более общего тождества: сумма корней из единицы {\displaystyle n}-ой степени при {\displaystyle n>1} равна {\displaystyle 0}:
{\displaystyle \sum _{k=0}^{n-1}e^{2\pi i{\frac {k}{n}}}=0.}
Тождество Эйлера — это случай, когда {\displaystyle n=2}.
В другой области математики, используя возведение в степень кватерниона, можно показать, что подобное тождество также применимо к кватернионам. Пусть {i, j, k} — базисные элементы; тогда
{\displaystyle e^{{\frac {1}{\sqrt {3}}}(i\pm j\pm k)\pi }+1=0.}
В общем случае, если даны вещественные a1, a2, и a3 такие, что a12 + a22 + a32 = 1, то
{\displaystyle e^{\left(a_{1}i+a_{2}j+a_{3}k\right)\pi }+1=0.}
Для октонионов, с вещественным an таким, что a12 + a22 + ... + a72 = 1, и с базисными элементами октонионов {i1, i2, ..., i7},
{\displaystyle e^{\left(a_{1}i_{1}+a_{2}i_{2}+\dots +a_{7}i_{7}\right)\pi }+1=0.}

## Математическая красота
Тождество Эйлера, объединяющее три основные математические операции (сложение, умножение и возведение в степень) и пять фундаментальных математических констант, принадлежащих к четырём классическим областям математики (числа {\displaystyle 0} и {\displaystyle 1} относятся к арифметике, мнимая единица {\displaystyle i} — к алгебре, число {\displaystyle \pi } — к геометрии, а число e — к математическому анализу), произвело глубокое впечатление на научный мир, мистически истолковывалось как символ единства математики, и часто приводится как пример глубокой математической красоты.
Тождество Эйлера вызвало множество восторженных отзывов.
- Карл Фридрих Гаусс говорил, что если эта формула сразу не очевидна для студента, то он никогда не превратится в первоклассного математика[2].
- Профессор математики, натурфилософии и астрономии Гарвардского университета Бенджамин Пирс после доказательства на лекции тождества Эйлера заявил, что «это, наверное, правда, но она абсолютно парадоксальна; мы не можем понять её, и мы не знаем, что она значит, но мы доказали её, и поэтому мы знаем, что она должна быть достоверной»[3].
- Физик Ричард Фейнман называл (1977) тождество Эйлера «нашим сокровищем» и «самой замечательной формулой в математике»[4].
- Профессор математики Стэнфордского университета Кит Девлин[англ.] в своем эссе «Самое прекрасное уравнение» (2002) сказал: «Как шекспировский сонет схватывает саму суть любви, или картина раскрывает красоту человеческой формы, намного более глубокую, чем просто кожа, уравнение Эйлера проникает в самые глубины существования»[5].
- Почётный профессор Университета Нью-Гемпшира Пол Нахин[англ.] в своей книге, посвящённой формуле Эйлера и её применению в анализе Фурье, описывает тождество Эйлера как «изысканную красоту»[5].
- По мнению популяризатора математики Констанс Рид, это тождество является «самой знаменитой формулой во всей математике»[6].

Опрос читателей, проведённый математическим журналом The Mathematical Intelligencer в 1990 году, назвал тождество Эйлера «самой красивой теоремой в математике». В другом опросе читателей, проведённом физическим журналом PhysicsWorld в 2004 году, тождество Эйлера (вместе с уравнениями Максвелла) было названо «величайшим уравнением в истории».
Исследование мозга шестнадцати математиков показало, что «эмоциональный мозг» (в частности, медиальная орбитофронтальная кора, реагирующая на прекрасную музыку, поэзию, картины и т. д.) активировался более последовательно в случае тождества Эйлера, чем в отношении любой другой формулы.

## История
Формула Эйлера, из которой сразу следует тождество Эйлера, впервые была приведена в статье английского математика Роджера Котса (помощника Ньютона) «Логометрия» (лат. Logometria), опубликованной в журнале «Философские труды Королевского общества» в 1714 году (когда Эйлеру было 7 лет), и перепечатана в книге «Гармония мер» (лат. Harmonia mensurarum) в 1722 году.
Эйлер опубликовал формулу Эйлера в её привычном виде в статье 1740 года во время его работы в Петербургской академии наук и в книге «Введение в анализ бесконечно малых» (лат. Introductio in analysin infinitorum) (1748).
Однако, в работах Эйлера 1740 и 1748 годов не фигурирует именно тождество Эйлера (в его нынешнем классическом виде), где возможно, что он его никогда не выводил. Есть вероятность, что Эйлер мог получить информацию о формуле Эйлера через своего швейцарского соотечественника Иоганна Бернулли.
По мнению Робина Уилсона:

Мы видели, как оно [тождество Эйлера] может быть легко выведено из результатов Иоганна Бернулли и Роджера Котса, но, похоже, ни один из них этого не сделал. Даже Эйлер, кажется, не записал этого в явном виде — и, конечно, оно не фигурирует ни в одной из его публикаций — хотя он, несомненно, понял, что это немедленно следует из его тождества [в данном случае — формулы Эйлера], eix = cos x + i sin x. Более того, кажется, неизвестно, кто первым сформулировал результат явно…

## В культуре
- Тождеству Эйлера посвящён фильм Такаси Коидзуми «Любимое уравнение профессора[англ.]».